# Полинезийский треугольник
Полинези́йский треуго́льник — условный географический район в Тихом океане, где проживают полинезийцы.

## Описание
Полинезийский треугольник не имеет четких границ, и принято считать, что он находится внутри воображаемых линий, соединяющих Гавайские острова и Новую Зеландию (включая Тувалу и разделяя Фиджи и Тонга), далее к острову Пасхи и возвращаясь от острова Пасхи вновь к Гавайским островам.
Коренные народы, населяющие острова полинезийского треугольника имеют родственные языки полинезийской группы, а также сходные культурные, религиозные традиции и бытовые устои.